# Берег Ингрид Кристенсен
Бе́рег И́нгрид Кри́стенсен (англ. Ingrid Christensen Coast) — часть побережья Земли Принцессы Елизаветы в Восточной Антарктиде, расположенная между 72 и 81° восточной долготы.
В средней части этого побережья расположен антарктический оазис Вестфолль, на территории которого находится австралийская научная станция Дейвис.
Берег был открыт англо-австрало-новозеландской экспедицией 1930—1931 годов. Название берегу в 1935 году дал капитан судна норвежской антарктической экспедиции Клариус Миккельсен в честь жены владельца судна «Торсхавн» Ларса Кристенсена. Экспедиция Миккельсена осуществила более точную съёмку берега. В 1956 году этот район был обследован первой советской антарктической экспедицией.